# Tim Hamilton (acteur)
Pour les articles homonymes, voir Tim Hamilton.
Tim Hamilton, né le 13 avril 1982 à Přerov, est un acteur et mannequin tchèque travaillant dans le milieu de la pornographie gay.

## Filmographie
- 2000 : 101 Men - Part 8
- 2000 : Flings
- 2001 : CoverBoys
- 2003 : Just for Fun
- 2004 : Greek Holiday Part 1 : Cruising the Aegean
- 2004 : Greek Holiday Part 2 : Cruising Mykonos
- 2005 : Lukas in Love Part 1
- 2005 : Lukas in Love Part 2
- 2005 : The Private Life of Tim Hamilton
- 2005 : Too Many Boys 1
- 2007 : Red Hot Chili Sex
- 2007 : Knockout
- 2008 : Out At Last 6: Website Stories
- 2010 : Orgies
- 2011 : Dirty Secrets

## Récompenses et nominations

### Récompenses
- GayVN Awards
  - 2005 : meilleur acteur étranger (Best Actor - Foreign Release), pour Greek Holiday 1-2 (Bel-Ami)[1]

### Nominations
- Golden Dickie Awards
  - 2008 : nommé dans la catégorie « Best Major Studio Twink Performer - Bottom »[2]

- GayVN Awards
  - 2008 : nommé dans la catégorie du meilleur acteur étranger (Best Actor - Foreign Release) pour Knockout (Falcon International)[3]

## Magazines et calendriers
- 2001 : Vogue Hommes International — Printemps/été
- 2002 : Calendrier Bel-Ami
- 2002 : Freshmen (magazine) (en) — Next Generation